# Scopelosaurus mauli
Scopelosaurus mauli är en fiskart som beskrevs av Bertelsen, Krefft och Marshall, 1976. Scopelosaurus mauli ingår i släktet Scopelosaurus och familjen Notosudidae. Inga underarter finns listade i Catalogue of Life.